# Vladimir Letnicov
Vladimir Letnicov (în rusă Владимир Летников; n. 7 octombrie 1981, Chișinău, RSS Moldovenească, URSS) este un fost atlet moldovean specializat în triplusalt.

## Biografie
La Campionatul Mondial din 2003 s-a clasat pe locul 9. A participat la Jocurile Olimpice din 2004 de la Atena și la ediția din 2008 de la Beijing, dar de fiecare dată nu a putut trece de calificări. A fost laureat cu bronz la Universiada de vară din 2009 cu o săritură de 16,62 m.
În iunie 2016 a câștigat concursul de la Brest, Belarus cu distanța de 16,86 m, îndeplinindu-se baremul pentru Jocurile Olimpice din 2016 de la Rio de Janeiro. Sportivul deține recordul național în aer liber de 17,06 m, stabilit la Belgrad în 2002, și recordul național în sală de 16,85 m, înregistrat în 2008 la Chișinău.

## Realizări
| An   | Competiție                               | Locație                    | Loc | Eveniment  | Note    |
| ---- | ---------------------------------------- | -------------------------- | --- | ---------- | ------- |
| 2000 | Campionatul Mondial de Juniori (sub 20)  | Santiago de Chile, Chile   | 20  | lungime    | 7,16 m  |
| 2000 | Campionatul Mondial de Juniori (sub 20)  | Santiago de Chile, Chile   | 18  | triplusalt | 15,35 m |
| 2001 | Campionatul European de Tineret (sub 23) | Amsterdam, Olanda          | 10  | triplusalt | 15,99 m |
| 2002 | Campionatul European                     | München, Germania          | 18  | triplusalt | 16,09 m |
| 2003 | Campionatul Mondial în sală              | Birmingham, Marea Britanie | 9   | triplusalt | 16,20 m |
| 2003 | Campionatul European de Tineret (sub 23) | Bydgoszcz, Polonia         | 10  | triplusalt | 15,78 m |
| 2003 | Universiada                              | Daegu, Coreea de Sud       | 10  | triplusalt | 16,18 m |
| 2004 | Jocurile Olimpice                        | Atena, Grecia              | 32  | triplusalt | 16,25 m |
| 2005 | Campionatul European în sală             | Madrid, Spania             | 13  | triplusalt | 16,04 m |
| 2005 | Universiada                              | Izmir, Turcia              | 8   | triplusalt | 16,14 m |
| 2008 | Jocurile Olimpice                        | Beijing, China             | 24  | triplusalt | 16,62 m |
| 2009 | Campionatul European în sală             | Torino, Italia             | 9   | triplusalt | 16,41 m |
| 2009 | Universiada                              | Belgrad, Serbia            | 3   | triplusalt | 16,80 m |
| 2009 | Campionatul Mondial                      | Berlin, Germania           | 40  | triplusalt | 15,88 m |
| 2010 | Campionatul European                     | Barcelona, Spania          | 12  | triplusalt | 16,37 m |
| 2011 | Campionatul European în sală             | Paris, Franța              | 13  | triplusalt | 16,32 m |
| 2013 | Campionatul European în sală             | Göteborg, Suedia           | 11  | triplusalt | 16,46 m |
| 2014 | Campionatul Mondial în sală              | Sopot, Polonia             | 10  | triplusalt | 16,28 m |
| 2014 | Campionatul European                     | Zürich, Elveția            | 16  | triplusalt | 16,28 m |
| 2015 | Campionatul European în sală             | Praga, Cehia               | 10  | triplusalt | 16,18 m |
| 2016 | Campionatul European                     | Amsterdam, Olanda          | 26  | triplusalt | 15,98 m |
| 2016 | Jocurile Olimpice                        | Rio de Janeiro, Brazilia   | 38  | triplusalt | 15,29 m |

## Recorduri personale
| Probă              | Performanță | Dată          | Locație  |
| ------------------ | ----------- | ------------- | -------- |
| Triplusalt         | 17,06 m RN  | 23 iunie 2002 | Belgrad  |
| Triplusalt în sală | 16,85 m RN  | 9 martie 2008 | Chișinău |

## Legături externe
- en Vladimir Letnicov la World Athletics
- en Vladimir Letnicov la Olympedia.org
- en  Vladimir Letnicov la athleticspodium.com